# 2011 sur Internet
Cet article présente les faits marquants de l'année 2011 sur Internet.

## Évènements

### Mai
- 10 mai : annonce du rachat par Microsoft du service de téléphonie par Internet Skype, pour 8,5 milliards de dollars[1].

### Septembre
- 16 septembre : lancement du réseau social Snapchat.